# Celiantha
Celiantha är ett släkte av gentianaväxter. Celiantha ingår i familjen gentianaväxter.
Kladogram enligt Catalogue of Life:
| Celiantha | \| \| Celiantha bella \| \| \| \| \| \| Celiantha chimantensis \| \| \| \| \| \| Celiantha imthurniana \| \| \| \| |
|           | \| \| Celiantha bella \| \| \| \| \| \| Celiantha chimantensis \| \| \| \| \| \| Celiantha imthurniana \| \| \| \| |
|           | Celiantha bella |
|           | |
|           | Celiantha chimantensis                                                                                             |
|           | |
|           | Celiantha imthurniana                                                                                              |
|           | |